# Марија Бјекић
Марија Бјекић (Београд, 1979) је српска сликарка.

## Биографија
Рођена је 1979. године у Београду. Магистрирала је сликарство на Факултету ликовних уметности Универзитета уметности у Београду 2007. Самостално је излагала слике у галерији Завода за проучавање културног развитка 2005. и 2007, цртеже „Заједништво” у Културном центру Палилула 2014, у галерији Дома омладине Београд са изложбом „Раднички снови” 2015, у галерији Задужбине Илије М. Коларца са изложбом „Са каквим фантастичним структурама?” 2016. и у галерији Културног центра Новог Сада са изложбом „За новог човека” 2017. године. Учествовала је на групној изложби на Бијеналу студентског цртежа у галерији Студентског града Београд 2005, изложби „Таласи емоција” у Музеју модерне уметности у Пескари и Музеју савремене уметности у Напуљу 2008, на изложбама „Жена – Калеидоскоп” у Севиљи, Алмерији и Барселони 2009, изложби „Цртеж” у Културном центру Палилула 2014, изложби „Годишња изложба” у галерији Задужбине Илије М. Коларца 2016. и изложби „Повратак у сада” у Уметничком простору У10 2017. године. Одржала је радионицу на Факултету ликовних уметности Универзитета уметности у Београду 2005. и међународну радионицу Долорес у градској кући 18. арондисмана Париза 2009. Добитница је стипендије Скупштине града Београда за талентоване студенте 2006. Учествовала је на Међународном сликарском симпозијуму „Таласи емоција” у Пескари 2008. године. Њени радови су део колекције Музеја савремене уметности Казорија у Напуљу и Мариот хотела у Београду. Члан је Удружења ликовних уметника Србије.